# 스태그플레이션

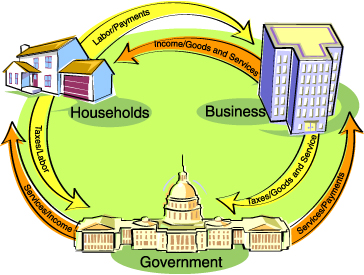
스태그플레이션은 거시경제학의 한 부분이다.

스태그플레이션(stagflation)은 '스태그네이션(stagnation)'과 '인플레이션(inflation)'의 합성어로, 거시경제학에서 고(高) 물가상승과 실직, 경기 후퇴가 동시에 나타나는 경우를 말한다. 리세션-인플레이션(recession-inflation)이라고도 하며, 정도가 심할 경우 '슬럼프플레이션'이라고도 한다. 또한 경제학에서 스태그플레이션 혹은 경기침체 인플레이션은 인플레이션 지수가 높고, 경제 성장 지수는 낮으며 실업률은 높은 상태가 유지되는 상황을 말한다.이는 경제 정책에 딜레마를 초래하는데, 낮은 인플레이션을 의도하는 행위는 실업률을 악화시킬 수 있기 때문이다.
경기 침체와 인플레이션의 상징인 이 용어는 일반적으로 1970년 재무장관이 된 영국 보수당 정치인 이언 맥클레오드에 기인한다. 맥클레오드(Macleod)는 영국에서 높은 인플레이션과 실업률이 동시에 높았던 기간 동안 1965년 의회에서 있었던 연설에서 이 단어를 사용했다. 그는 하원에 사태의 중대성을 경고하면서 "우리는 지금 양쪽 세계 중 최악의 상황을 맞고 있다. 우리는 일종의 '스태그플레이션' 상황에 있다. 현대적으로 볼 때 역사는 실제로 만들어지고 있다."고 말했다. 이 경우, 총 공급이 줄어 물가가 오르고 GDP가 후퇴하며 이 결과로 투자 위축이 발생하여 실업률이 오르게 된다.
맥클레오드는 1970년 7월 7일에 이 용어를 다시 사용했으며, 그때 언론에서도 이 용어를 사용하기 시작했다. 존 메이너드 케인즈는 이 용어를 사용하지 않았지만 그의 작품 중 일부는 스태그플레이션으로 인식될 조건을 언급하고 있다. 제2차 세계대전 직후와 1970년대 후반 사이에 지배적이었던 케인즈 거시경제 이론의 버전에서 인플레이션과 불황은 상호 배타적인 것으로 간주되었으며 필립스 곡선에 의해 설명되고 있다. 스태그플레이션은 사회적 측면과 예산의 측면에서 비용이 많이 들고 한번 시작되면 근절하기 어렵다. 역사적으로는 1970년대 중동 국가가 석유를 자원무기화하면서 석유 공급을 인위적으로 감소시켰고, 이로 인해 원유 공급가격이 급등하면서 전반적인 인플레이션이 발생했다. 또한 이 여파로 경제 침체가 오면서 실업률이 증가한 경험이 있다.

## 개요
다시 말해 경기가 침체하고 있는데도 불구하고 물가가 상승하고 있는 상태를 일반적으로 ‘스태그플레이션’(stagflation)이라고 한다. ‘정체’를 의미하는 스태그네이션(stagnation)과 ‘물가상승’을 뜻하는 인플레이션(inflation)의 합성어이다. 스태그플레이션(stagflation)이라는 용어는 침체와 인플레의 상징으로, 영국에서 인플레이션과 실업의 시기에 처음 만들어졌다. 영국은 1960년대와 1970년대에 인플레이션을 경험했다. 1960년대와 1970년대에 인플레이션이 증가했고, 영국 정책 입안자들은 인플레이션을 통제하는데 있어서 통화 정책의 주요 역할을 인식하지 못했다. 대신, 그들은 경제 위기에 대응하기 위해 비화폐성 정책과 장치를 사용하려고 시도했다. 정책 입안자들은 또한 "경제에서 과잉 수요의 정도를 부정확하게 추정했는데, 이는 1960년대와 1970년대에 영국에서 인플레이션이 발생하는데 크게 기여했다. 전통적인 케인스(Keynes) 경제학에 의하면 경제활동이 정체하면 실업률이 높아지고 유효수요도 감퇴하게 되므로 물가는 하락하게 된다는 것이 일반적인 통설이었다. 다시 말해 경기가 좋아지고 실업률이 제로에 가까워지게 되면 임금이 높아지고 물가도 상승하게 된다는 것이다. 이같은 실업률(경기)과 물가상승률의 관계를 설명한 것이 ‘필립스곡선(曲線)’이다.
1970년대에 들어와 이러한 전통적 경기이론이 들어맞지 않는 이상사태가 일어났다. 미국, 일본, 서구 선진 강대국들이 긴축정책을 채택하여 경기는 나빠지고 실업률도 높아졌지만 물가는 하락하기는커녕 상승을 계속하는 사태가 벌어진 것이다. 이같은 경향은 1973년 말의 석유파동 이후 더욱 뚜렷해져 1974년에는 OECD 가맹 주요 7개국의 실질경제성장률이 전년비 평균 ‘마이너스’를 보이는 한편 소비자물가 상승률은 2배로 늘어났다. 주요 선진국이 스태그플레이션, 즉 불황과 물가고에 시달리게 된 원인은 다음의 몇 가지로 알려져 있다. 첫째, 코스트 푸시 인플레이션(cost－push inflation ： 임금을 중심으로 한 기업의 생산비 상승에 의한 인플레이션)의 등장이다. 임금이 상승하면 기업은 그 상승 폭만큼 상품가격에 전가함으써 물가가 상승하는 사태가 발생한 것이다. 임금이 노동의 수급여하에 따라 결정되던 시대에는 경기가 나빠져 실업률이 높아지면 임금도 떨어지므로 기업은 생산비를 인하시킬 수 있었다. 그러나 최근에는 경기가 좋을 때에는 물론 임금이 상승하고, 경기가 나빠져도 임금이 떨어지지 않는(賃金의 下方硬直性) 사태가 벌어진 것이다. 선진국 중에서도 영국이 그 전형적인 예로 되어 있다. 둘째, 재정지출 중 사회보장관계비 등의 이전지출이 경기동향에 관계없이 늘어남으로써 수요초과요인(需要超過要因)으로 작용하고 있다는 사실이다. 선진국에서는 복지정책을 지향하고 있기 때문에 이전지출은 계속 증가하고 있다. 공공투자 등 투자적 지출은 수요를 증대시키는 한편 공급능력의 증가에도 작용하고 있지만 사회보장관계비 등의 이전지출은 수요의 증가 효과밖에 기대하지 못한다. 즉 재정지출구조가 인플레이션 촉진형이라고 해석하는 견해인 것이다. 이밖에도 대기업에 의한 가격지배, 산업계의 카르텔적인 체질이 현대 인플레이션(inflation)의 원흉이라는 견해도 있다. 또한 에너지 가격이 수급(需給)에 의하여 결정되지 않고 산유국의 정치가격화되어 있는 점, 선진국의 인플레이션을 촉진하는 원인으로 분석되고 있기도 하다.
스테그플레이션의 원인은 궁극적으로 현대 인플레이션의 원인을 어떻게 해명하는가에 따라 달라질 것이므로 현재까지는 명확한 분석이나 일관된 이론이 없는 상태이다. 이러한 스테그플레이션이 나타난 이유는 무엇보다도 전후에 있어서는 경기가 하강 국면에 접어들면 항상 정부가 개입하여 전통적 4국면이 그 전 과정을 완료하지 못하는 데 있다. 전후 각국에 있어서는 경기변동의 각 과정에 재정정책, 금융정책, 소득정책 등이 간단없이 적용되고 있는 것이다. 이 경우에 새로운 경기변동의 양상을 더욱 부각시키기 위하여 전통적인 명칭보다는 ① 회복(recoery) 국면, ② 수요견인(需要牽引) 인플레이션 국면, ③ 스테그플레이션 국면, ④ 경기후퇴(recession) 국면으로 나눌 수 있다. 가로축에 경제성장률을, 세로축에 물가상승률을 나타내고 경기변동의 4국면은 4개의 원형으로 표시되며, 그 4국면을 구획하는 선 A와 B가 그려져 있다. 경기회복 국면에서는 성장률은 높으나 물가상승률은 낮은 현상이 나타나고, 수요견인 인플레이션 국면은 성장률과 물가수준이 모두 높은 현상, 스테그플레이션 국면에는 물가상승률은 높고 성장률은 낮은 현상, 경기후퇴 국면은 물가상승과 성장률이 모두 낮은 현상이 나타나는 것으로 되어 있다. 전후의 경기변동은 전통적인 그것과 달라서 스테그플레이션 국면과 경기후퇴 국면에 있어서도 실질생산은 증가하고 있는 것이 그 특징이라 할 수 있다.
그러나 스태그플레이션은 영국에 국한되지 않았다. 경제학자들은 스태그플레이션이 1973년부터 1982년까지 7개의 주요 시장 경제국들 사이에서 만연했다는 것을 보여주었다. 1982년 인플레이션율이 떨어지기 시작한 후, 경제학자들의 관심은 스태그플레이션의 원인에서 "생산성 증가와 실질 임금이 노동 수요에 미치는 영향의 결정적 요인들"로 옮겨갔다.

## 원인
경제학자들은 스태그플레이션이 발생하는 이유에 대해 두 가지 주요 설명을 제공한다. 첫째, 스태그플레이션은 경제가 급격한 유가 상승과 같은 공급 쇼크를 직면할 때 발생할 수 있다. 이와 같은 불리한 상황은 생산을 더 비싸게 하고 생산성을 떨어지게 하여 경제성장을 둔화시키면서 동시에 가격을 상승시키는 경향이 있다.
둘째, 정부가 너무 빨리 통화량을 늘리면서 산업에 피해를 주는 정책을 만들면 스태그플레이션을 일으킬 수 있다. 경제성장을 늦추는 정책은 대개 인플레이션을 유발하지 않고, 인플레이션을 일으키는 정책은 대개 경제성장을 둔화시키지 않기 때문에 이 두 가지가 동시에 일어나야 할 것이다.
두 가지 원인은 서구의 1970년대 스태그플레이션 분석에 제시되어 있다. 유가가 크게 오르면서 시작됐지만, 중앙은행이 경기 침체에 대응하기 위해 지나치게 자극적인 통화정책을 쓰면서 물가·임금 상승세가 이어지기도 했다.

## 최근 견해
1970년대 중반까지 주요 거시경제 모델(케인즈주의, 신고전주의, 통화주의자)은 스태그플레이션을 설명할 수 없었다고 주장했다.
나중에, 인플레이션과 생산량 모두에 대한 불리한 공급 충격이 미치는 영향에 대한 설명이 제공되었다. 블랜차드(2009년)에 따르면, 이러한 불리한 사건들은 스태그플레이션의 두 가지 요소 중 하나였다. 다른 하나는 로버트 루카스, 토마스 사르젠트, 로버트 바로가 인용한 것으로, 케인즈 경제학의 예측은 "상당히 부정확하다"와 "근본적으로 결함이 있다"고 그들은 말했다. 이 논의에서 블랜차드는 최근의 유가 상승이 아직 이런 일이 벌어지지는 않았지만 또 다른 스태그플레이션 시기를 촉발할 수 있다는 가설을 세우고 있다.

## 신고전주의적 견해
거시 경제에 대한 순수한 신고전주의적인 견해는 통화 정책이 실질적인 효과를 가져올 수 있다는 생각을 거부한다. 신고전주의 거시경제학자들은 실질 생산량, 고용, 실업과 같은 실질 경제 수량은 실제 요인들에 의해서만 결정된다고 주장한다. 통화 공급의 변화와 같은 명목상의 요인들은 인플레이션과 같은 명목상의 변수에만 영향을 미친다는 것이다. 명목상의 요인들이 실질적인 영향을 미칠 수 없다는 신고전적 발상은 흔히 통화중립성 또는 고전적 이분법이라고 불린다.
실업과 같은 실제 현상은 본질적으로 인플레이션과 같은 명목상의 현상과 무관하다는 신고전주의적인 관점이 있기 때문에, 신고전주의 경제학자는 '정체'와 '인플레이션'에 대해 두 가지 별도의 설명을 제공할 것이다. 침체(저성장과 고실업)에 대한 신고전주의적인 설명에는 비효율적인 정부 규제나 실업자에 대한 높은 혜택이 포함돼 있어 구직 동기를 덜 준다. 침체에 대한 또 다른 신고전주의적인 설명은 실제 경기 순환 이론에 의해 제시되는데, 이 이론에서는 노동 생산성의 감소가 일을 덜 하는 것을 효율적으로 만든다. 인플레이션에 대한 주요 신고전주의 설명은 매우 간단하다: 통화 당국이 통화 공급을 너무 많이 늘렸을 때 발생한다.
신고전주의 관점에서 생산량과 실업률을 결정하는 실제 요인은 총공급곡선에만 영향을 미친다. 인플레이션을 결정하는 명목상의 요인은 총 수요 곡선에만 영향을 미친다. 현실적 요인의 일부 역변화가 총공급곡선을 왼쪽으로 이동시키는 동시에 현명하지 못한 통화정책이 총수요곡선을 오른쪽으로 이동시키는 경우, 그 결과가 스태그플레이션이다.
따라서 고전적인 경제관하에서의 스태그플레이션에 대한 주된 설명은 인플레이션과 노동시장 모두에 영향을 미치는 정책적 오류일 뿐이다. 아이러니하게도, 스태그플레이션에 대한 고전적인 설명을 지지하는 아주 분명한 논거가 케인스 자신에 의해 제공되었다. 1919년 존 메이너드 케인즈는 자신의 저서 《평화의 경제적 결과》에서 유럽을 사로잡고 있는 인플레이션과 경제 침체를 묘사했다.
케인즈가 말하길:
레닌은 자본주의 체제를 파괴하는 가장 좋은 방법은 통화를 파멸시키는 것이라고 선언했다고 한다. 지속적인 인플레이션 과정을 통해, 정부는 자국민의 재산의 중요한 부분인 비밀리에 그리고 관찰되지 않은 채 몰수될 수 있다. 이 방법으로 그들은 몰수할 뿐만 아니라 임의로도 몰수한다; 그리고 그 과정이 많은 사람들을 가난하게 하는 동안, 실제로 일부를 부유하게 한다. [...] 레닌의 말은 분명 옳았다. 통화의 가치를 떨어뜨리는 것만큼 사회의 기존 기반을 뒤엎을 수 있는 더 확실하고 확실한 방법은 없다. 그 과정은 경제법의 숨겨진 모든 힘을 파괴의 한쪽으로 끌어들이고, 백만 명 중 한 사람도 진단할 수 없는 방식으로 한다.
케인스는 또한 정부의 가격 통제가 어떻게 생산을 저해하는지 지적했다:
통화에 대한 가짜 가치의 추정은, 그러나, 물가의 규제에 의해 표현되는 법의 힘에 의해, 그 자체로 최종 경제 붕괴의 씨앗을 포함하고 있으며, 곧 최종 공급원을 고갈시킨다. 만약 어떤 사람이 자신의 노동의 결실을 종이와 교환해야 한다면, 그는 곧 경험이 그에게 가르쳐 주는 대로, 그는 그가 필요로 하는 것을 그가 자신의 제품에 대해 받은 것과 견줄 만한 가격으로 구입할 수 없다. 그는 그의 생산물을 스스로 보관하거나, 그의 친구들과 이웃들에게 호의로 그것을 처분하거나, 또는 그것을 생산하는 데 그의 노력을 덜 것이다. 상품의 실질적인 상대적 가치가 아닌 것으로 교환을 강요하는 시스템은 생산을 완화시킬 뿐만 아니라 물물교환의 낭비와 비효율을 초래한다.
케인즈는 독일 정부의 적자와 인플레이션 사이의 관계를 상세히 설명했다:
독일에서는 1919~20년 동안 제국, 연방, 그리고 공동체의 총 지출이 2,500만 마르크로 추정되며, 그 중 1,000만 마르크를 넘지 않는 것은 종전의 세금으로 충당된다. 이것은 배상금 지급을 위한 어떠한 것도 허용하지 않는다. 러시아, 폴란드, 헝가리, 오스트리아에서는 예산 같은 것이 존재한다고 심각하게 생각할 수 없다. 그러므로 위에서 설명한 인플레이션주의의 위협은 단지 전쟁의 산물이 아니며, 그 전쟁의 평화는 치료의 시작이다. 그것은 아직 끝이 보이지 않는 계속되는 현상이다.

## 대안적 견해

### 차등 축적
정치 경제학자 조나단 닛잔과 심숀 비클러는 기업들이 이윤을 극대화하기 보다는 평균화를 능가하려고 한다고 말하는 차등 축적의 이론의 일부로 스태그플레이션에 대하여 설명을 시도했다. 이 이론에 따르면 인수합병 기간은 스태그플레이션 기간에 따라 변동한다. 인수합병이 더 이상 정치적으로 실현가능하지 않을 때(정부들이 독점금지 수칙으로 단속), 스태그플레이션은 경쟁사보다 상대적 이익이 더 높은 대안으로 활용된다. 인수합병(M&A)이 늘면서 스태그플레이션을 구현할 수 있는 힘이 커진다. 스태그플레이션은 70년대 석유파동 시기, 2007~2010년 등 사회적 위기로 나타난다. 그러나 스태그플레이션의 인플레이션이 모든 기업에 똑같이 영향을 미치는 것은 아니다. 우세한 기업들은 경쟁사들보다 더 빠른 속도로 자체 가격을 올릴 수 있다. 전체적으로 어느 누구도 이윤을 남기지 않는 반면, 차별적으로 지배적인 기업들은 더 높은 상대적 이익과 더 높은 상대적 자본화로 그들의 위치를 개선한다. 스태그플레이션은 실제 공급 쇼크 때문이 아니라 공급 위기를 암시하는 사회적 위기 때문이다. 이는 대부분 20, 21세기 현상으로 주로 '무기달러-페트로달러 연합'이 경제적 이익을 위해 중동 위기를 조성하거나 이용해 왔다.

### 수요-충족 스태그플레이션 이론
수요-충족 스태그플레이션 이론은 스태그플레이션이 어떤 동시 공급 충격이나 경제 생산 잠재력의 부정적인 변화 없이 오로지 금전적 충격에서 비롯될 수 있다는 생각을 탐구한다. 수요-충족 이론은 인플레이션을 일으키는 통화 정책 시행 기간 이후에 스태그플레이션이 발생할 수 있는 시나리오를 설명한다. 이 이론은 1999년 하버드 대학 케네디 정부대학원의 존 F. 에두아르도 로요에 의해 처음 제안되었다.

### 공급측 이론
공급 측면의 경제학은 1970년대 미국의 스태그플레이션에 대한 대응으로 나타났다. 그것은 인플레이션이 1971년 브레튼 우즈 체제의 종료와 이후의 통화정책(케인즈 및 모네아주의)에서의 구체적인 가격 참조의 결여에 크게 기인했다. 공급측 경제학자들은 스태그플레이션의 수축요소가 인플레이션에 의한 실질세율 상승에서 비롯되었다고 주장하였다(계층 크리프 참조).

### 오스트리아 학파 경제학
오스트리아 학파 지지자들은 새로운 돈의 엑시닐로를 만드는 것이 후발 수령자에 비해 새로운 돈의 창조자와 초기 수령자에게 이익이 된다고 주장한다. 화폐 창출은 부의 창출이 아니다; 그것은 단지 초기 화폐 수령자들이 자원, 상품, 서비스에 대해 후발주자들을 앞지르게 할 뿐이다. 부의 실제 생산자들은 전형적으로 늦게 받는 사람들이기 때문에, 통화 공급의 증가는 부의 형성을 약화시키고 경제 성장 속도를 약화시킨다. 오스트리아의 경제학자 프랭크 쇼스타크는 "생산되는 상품의 성장률 둔화와 함께 통화 공급 증가율이 상승하는 것이 물가 상승률의 전부이다"라고 말한다. (가격은 상품의 단위에 대해 지불되는 금액이다.) 여기서 우리가 가진 것은 물가상승률의 빠른 증가와 상품 생산의 성장률의 감소이다. 그러나 이것이 바로 스태그플레이션의 모든 것이다. 즉, 물가 상승과 실질 경제 성장률의 하락이다. 스태그플레이션은 완전히 지어졌다는 것이 대중의 의견이다. 따라서 스태그플레이션 현상은 느슨한 통화정책의 정상적인 결과인 것으로 보인다. 스태그플레이션은 경제성장 속도를 약화시키는 동시에 상품과 서비스 가격 상승률을 높이는 통화팽창의 자연스러운 결과라고 설명했다.

## 반응
스태그플레이션은 케인즈주의자들의 합의에 대한 지지를 약화시켰다. 폴 볼커 연방준비제도이사회(FRB) 의장은 1979년부터 1983년까지 금리를 대폭 인상했다. 미국의 기준금리가 두자릿수로 치솟은 후 인플레이션이 내려왔다. 이 금리는 현대 자본시장에 존재했던 가장 높은 장기 기준금리였다. 비록 미국 경제 또한 불경기에 빠졌지만, 볼커는 적어도 스태그플레이션의 인플레이션 측면을 멈춘 것으로 종종 알려져 있다. 대략 1983년부터, 성장은 회복되기 시작했다. 이때는 재정부양과 통화공급 증가 모두 정책이었다. 볼커 불경기 기간 중 실업률이 5년에서 6년 사이 급증한 것은 볼커가 실업률을 자기 수정하고 합리적인 기간 내에 자연률로 되돌리도록 신뢰했을 수도 있다는 것을 시사한다.

## 같이 보기
- 디플레이션
- 스태그네이션
- 초인플레이션
- 슈링크플레이션
- 미국의 역사 (1964년~1980년)